# Malý znak republiky Československé

Malý znak republiky Československé

Malý znak republiky Československé byl jedním ze státních symbolů Československa v letech 1920–1938 a 1945–1960. Byl zaveden zákonem Národního shromáždění republiky Československé z 30. března 1920, číslo 252/1920 Sb.

## Historie a používání
Malý znak byl přijat, spolu se středním a velikým znakem, zákonem č. 252/1920 Sb. ze dne 30. března 1920. Malý znak byl v období první republiky (1920–1938) nejčastěji používaný, jelikož plně vystihoval jednotný charakter státu.
Znovu se používal po osvobození Československa roku 1945. I přesto, že Ústava 9. května z roku 1948 stanovila, že státní znak a vlajku upravuje zákon (§ 169), používal se Malý znak dále, jelikož žádný takový zákon v tomto znění nebyl vydán. Malý znak se tedy používal až do roku 1960, kdy byl dne 17. listopadu 1960 přijat nový státní znak, státní znak Československé socialistické republiky.

## Popis
Malý státní znak Republiky československé tvořil červený štít se stříbrným dvouocasým lvem, na jehož prsou byl srdeční štítek zobrazující znak Slovenska – dvojramenný kříž vyrůstající z modrého trojvrší na červeném štítu.

### Oficiální popis
Oficiální popis státního znaku dle zákona č. 252/1920 Sb. § 4:
| „ | Malý znak republiky Československé jest: Na červeném štítě stříbrný dvouocasý lev ve skoku v pravo hledící, úst rozžavených, s jazykem vyplazitým, drápy a čelenkou, vše zlaté barvy, nesoucí na svých prsou červený štítek s třemi modrými vrchy, z nichž na prostředním vyšším vztyčen jest stříbrný kříž patriarší. | “ |

## Galerie

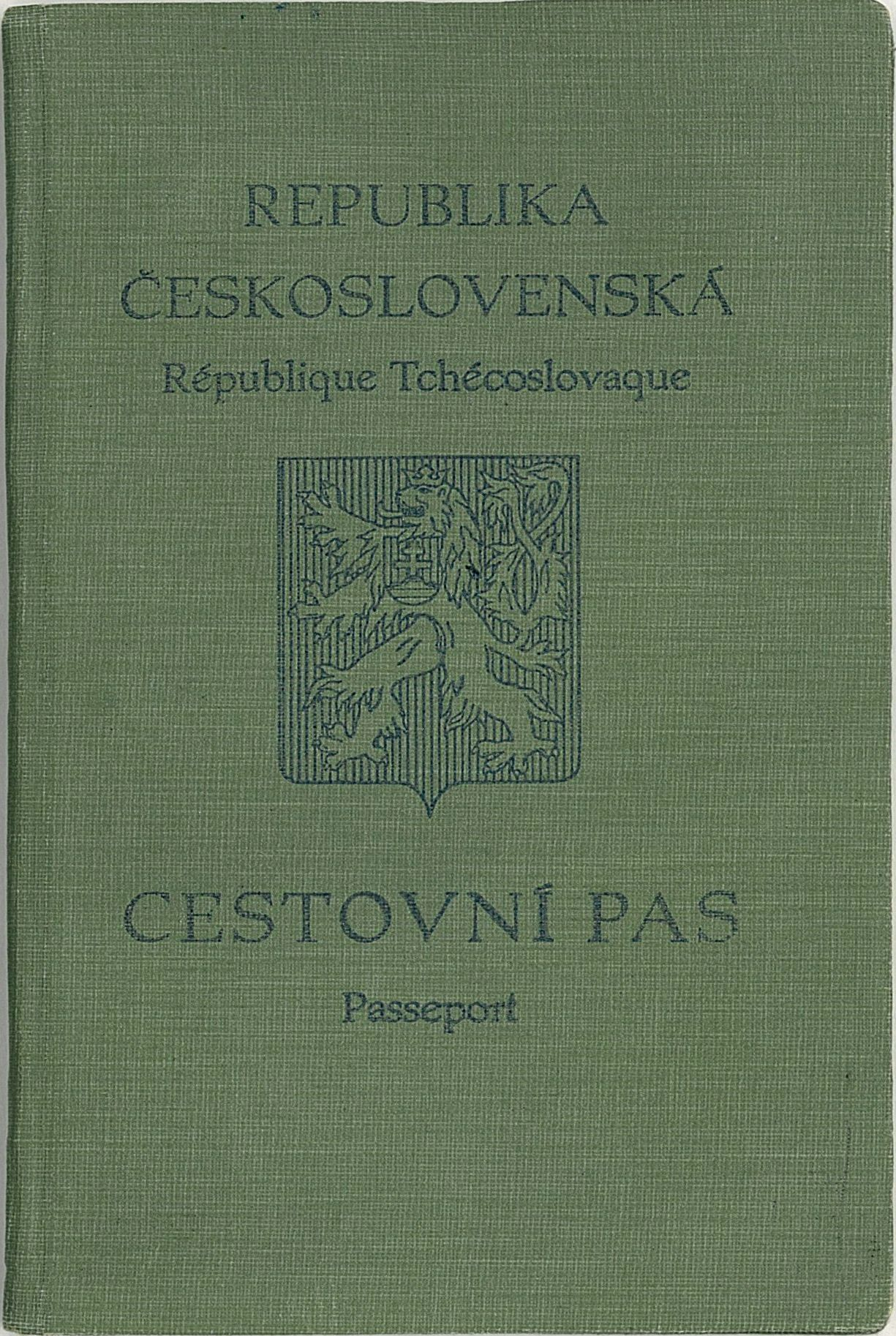
Malý státní znak na cestovním pasu
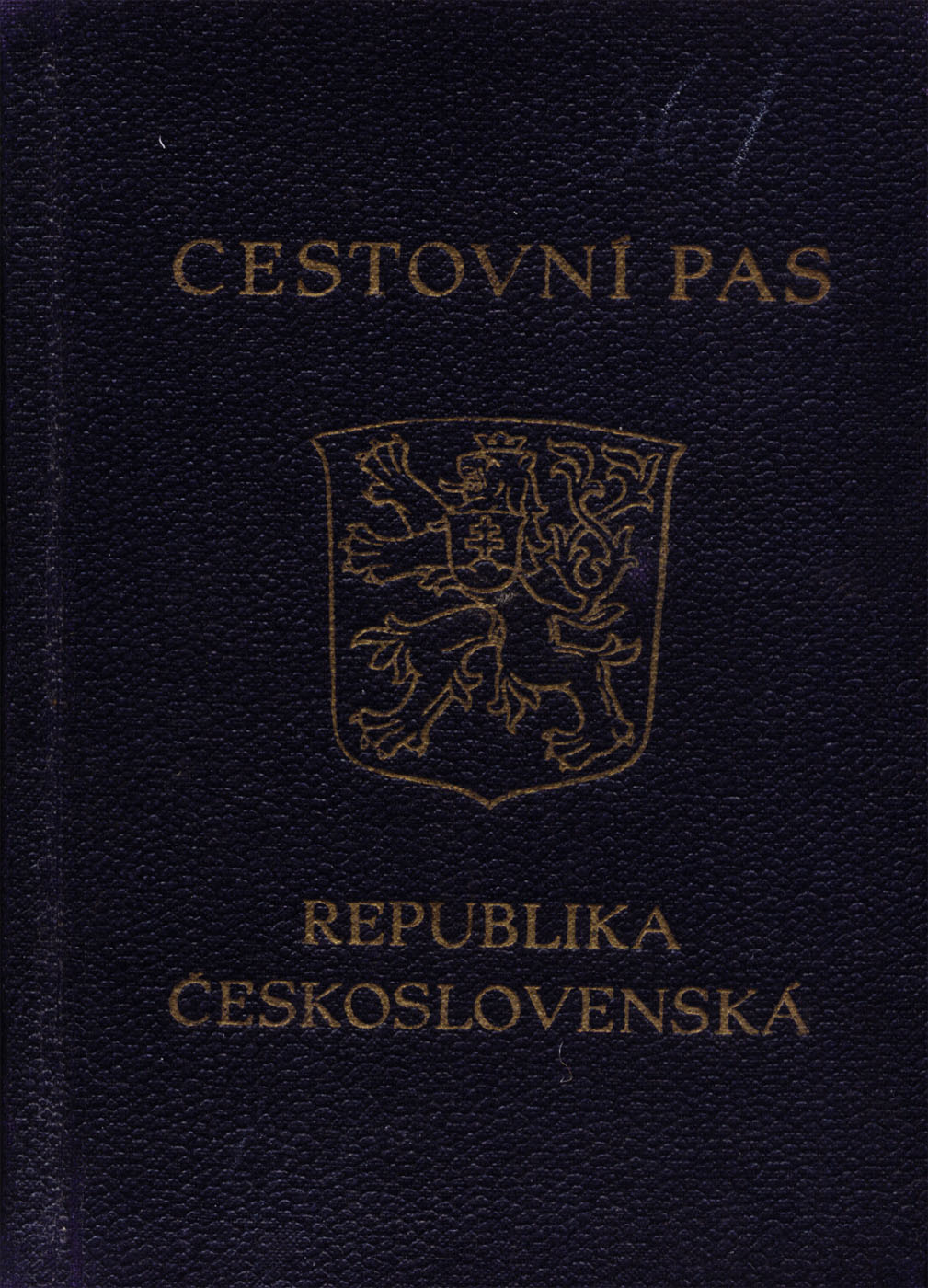
Malý státní znak na cestovním pasu z roku 1947
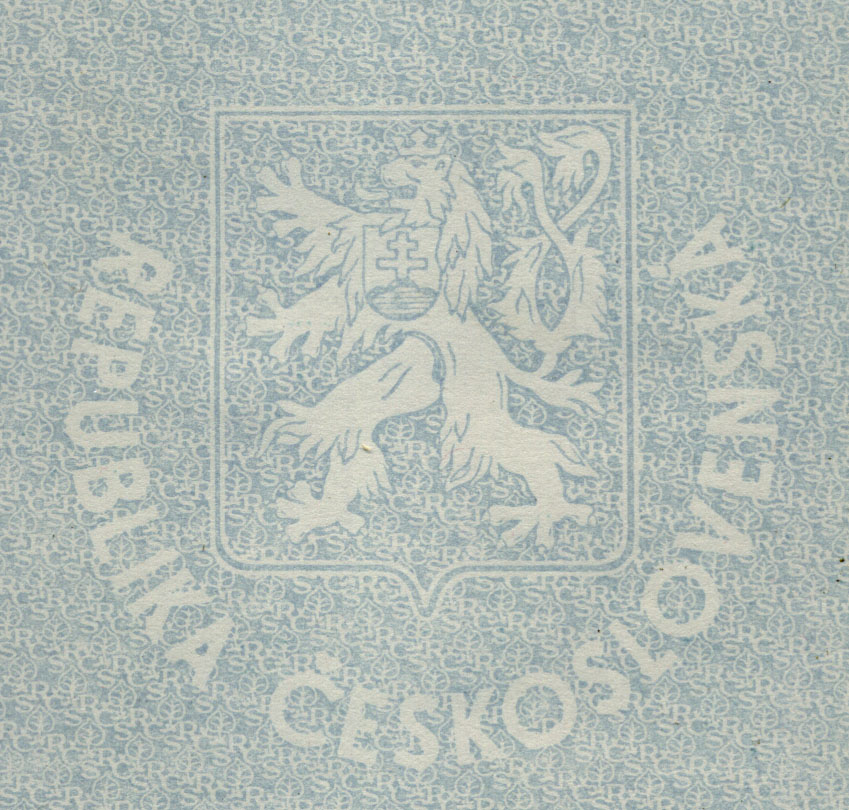
Malý státní znak na cestovním pasu z roku 1947